# 共同危険行為
共同危険行為（きょうどうきけんこうい）とは、道路において2台以上の自動車または原動機付自転車を連ねて通行させ、または並進させる場合において、共同して、著しく道路における交通の危険を生じさせ、または著しく他人に迷惑を及ぼすこととなる行為のことをいい、道路交通法第68条により禁止されている。

## 適用例
- 暴走族の集団走行
- ルーレット族
- ローリング族
- ドリフト族
- ゼロヨン暴走
- 街宣右翼[1]

### 取締りのルール変更
かつては実際に被害者（迷惑を被った者や危険に遭った者）がいないと取り締まれなかったが、2004年11月1日施行の道路交通法の改正により、現在では、実際に被害者が出ていなくても取り締まれるようになった。実際に取締りを受けた暴走族も存在する。

## 刑事罰・行政罰

### 刑事罰
道路交通法第68条（共同危険行為等の禁止）の規定に違反した者については、2年以下の懲役又は50万円以下の罰金に処せられる（道路交通法第117条の3）。

### 行政処分
- 共同危険行為の違反点数は、25点である。2002年5月末までは違反点数15点であったが、2002年6月1日から重くなった。
- 共同危険行為を行うと、行政処分として免許の取り消しを受ける。その欠格期間は2年（5年以内に取り消し処分がなくかつ前歴0回の0点の場合）である。かつては1年であったが、他の重大違反とともに、罰則が強化されている。